# (930) Westphalia
(930) Westphalia és un asteroide del cinturó principal descobert per l'astrònom Walter Baade en 1920 des de l'observatori d'Hamburg-Bergedorf, Bergedorf, Hamburg (Alemanya).
Porta el seu nom en honor de la regió alemanya de Westfàlia.
S'estima que té un diàmetre de 34,922 ± 0,153 km. La seva distància mínima d'intersecció de l'òrbita terrestre és d'1,08246 ua. El seu TJ és de 3,445.
Les observacions fotomètriques recollides d'aquest asteroide mostren un període de rotació de 100,66 hores, amb una variació de lluentor de 11,2 de magnitud absoluta.